# Fioul domestique en France
Le présent article traite de la production et de la consommation du fioul domestique en France.
La consommation de fioul domestique recule d'année en année depuis 2002, mais 12,4 % des ménages se chauffaient encore au fioul en 2016 : le gouvernement tente d'accélérer la disparition de ce chauffage polluant et émetteur de gaz à effet de serre par des aides à la conversion ainsi que par l'augmentation progressive de la TICPE. En novembre 2018, le premier ministre a fixé l'objectif de supprimer toutes les chaudières individuelles au fioul en dix ans en France.

## Caractéristiques
Le fioul domestique (FOD) est issu de la même coupe que le gazole. Il s’agit d’un combustible dérivé du pétrole, classé dans les ressources énergétiques dites « fossiles » ; il est composé d’un mélange d’hydrocarbures, d’additifs et de colorants. L'arrêté du 15 juillet 2010 définit officiellement le fioul comme étant un « mélange d’hydrocarbures d’origine minérale ou de synthèse, et éventuellement d’ester méthylique d’acide gras, destiné notamment à la production de chaleur dans les installations de combustion et sous certaines conditions d’emploi à l’alimentation des moteurs à combustion interne »,.
Issu du raffinage du pétrole (fractions de C16 à C17 à C18, température d'ébullition entre 300 °C et 400 °C), il est très proche du gazole. Son pouvoir calorifique inférieur (PCI) est d'environ douze kilowattheure par kilogramme (kWh/kg), c'est-à-dire qu'un kilogramme de fioul procure au mieux 12 kilowattheure d'énergie en brûlant.
En France, il est prioritairement utilisé comme combustible pour le chauffage. On distingue deux types de fioul :
- Fioul domestique « standard », répond à toutes les caractéristiques qui garantissent le bon fonctionnement des installations de chauffage.
- Fioul domestique « de qualité supérieure », possède des caractéristiques améliorées dans plusieurs domaines et notamment : la combustion optimisée afin de maintenir le foyer de la chaudière plus propre, la tenue au froid pour garantir une parfaite fluidité du combustible à très basse température en hiver.

## Évolution de la production et de la consommation de fioul domestique
|       | Consommation          |
| Année | millions de tonnes/an |
| ----- | --------------------- |
| 1965  | 13,8                  |
| 1970  | 29,6                  |
| 1975  | 29,6                  |
| 1980  | 28,2                  |
| 1985  | 20,7                  |
| 1990  | 17,1                  |
| 1995  | 16,5                  |
| 2000  | 15,6                  |
| 2005  | 15,7                  |
| 2010  | 12,9                  |
| 2011  | 10,2                  |
| 2012  | 7,8                   |
| 2013  | 7,8                   |
| 2014  | 6,4                   |
| 2015  | 6,6                   |
| 2016  | 6,3                   |
| 2017  | 6,3                   |
| 2018  | 5,7                   |
| 2019  | 5,4                   |
| 2020  | 5,3                   |
| 2021  | 5,2                   |
| 2022  | 4,2                   |

La consommation de fioul domestique en France a atteint son maximum en 1973 à 37,2 millions de tonnes. Depuis, elle a connu un déclin continu du fait :
- de la progression du chauffage électrique puis du chauffage au gaz naturel,
- des efforts sur l’isolation du bâti permettant de réduire la consommation d’énergie,
- du développement des énergies renouvelables dans les logements neufs, notamment des pompes à chaleur,
- du renouvellement des anciennes chaudières par des modèles de nouvelle génération pouvant permettre de réduire sa consommation de 20 à 30 %[4].

Pour subvenir à ses besoins en consommation de fioul domestique, la France doit recourir aux importations.
Malgré un déclin régulier, 3,4 millions de résidences principales étaient encore chauffées au fioul en France en 2016, soit 12,4 % des foyers, selon le Centre d'études et de recherches économiques sur l'énergie (CEREN). Pour les seules maisons individuelles, le CEREN évalue le parc à 2,8 millions de chaudières en 2016 ; ce parc se réduit seulement de 45 000 à 81 000 chaudières par an. Selon Anne Lefranc, ingénieure au service bâtiment à l'Ademe : « Ce sont des maisons éloignées des centres-villes, souvent mal isolées, avec des ménages disposant de faibles revenus. Le plus pertinent pour les ménages au fioul non raccordés au gaz est souvent de passer au bois-énergie, mais ces chaudières sont très chères. ».

## Politique de conversion à des modes de chauffage plus respectueux de l'environnement
Le 14 novembre 2018, le premier ministre Édouard Philippe fixe l' « objectif ambitieux » de supprimer toutes les chaudières individuelles au fioul d'ici dix ans en France en développant la prime à la conversion des chaudières : il promet de prendre en charge un tiers du coût global de transformation. Mais la réalisation de cet objectif pourrait s'avérer difficile : le rythme actuel de son déclin n'est que de 2 % par an. La solution la plus évidente est de lui substituer le gaz naturel, dont le coût au kilowattheure est inférieur à celui du fioul. Mais 43 % des foyers qui se chauffent au fioul ne sont pas raccordés au réseau de gaz de GRDF. Les chaudières à granulés de bois, la géothermie et le chauffage électrique sont des options très coûteuses. Dans tous les cas, le passage à un autre mode de chauffage requiert un investissement substantiel.
La prime à la conversion des chaudières fioul sera rendue plus attractive et beaucoup moins compliquée à partir du 1er janvier 2019. S'ils choisissent de passer à une chaudière biomasse ou à une pompe à chaleur (PAC), les ménages les plus modestes bénéficieront d'une prime de 3 000 € et tous les autres, y compris les plus aisés, recevront une aide de 2 000 €. Le ministère indique viser, avec sa prime à la conversion, 100 000 conversions par an, alors que les dernières années, entre 45 000 et 80 000 ménages ont abandonné chaque année le fioul pour une autre énergie, selon les données du Ceren. EDF a annoncé qu'il allait abonder de 50 % les primes (soit au total 3 000 € à 4 500 €) pour ceux qui choisiront une PAC. La prime à la conversion s'ajoute au crédit d'impôt transition énergétique ou aux aides Anah pour les ménages modestes et peut être complétée par des éco-PTZ ; le ministère va mettre en place un éco-PTZ simplifié en 2019, ne demandant plus de bouquet de travaux.
Le ministre de la Transition écologique et solidaire, François de Rugy, annonce le 16 janvier 2019 une prime à la conversion de chaudière pour les ménages les plus modestes, dite « chaudière à un euro », permettant de remplacer les vieilles chaudières à énergie fossile (fioul ou gaz) par un équipement à énergie renouvelable (pompe à chaleur) pour 1 euro symbolique, financé par les certificats d'économies d'énergie. L'objectif est de changer en deux ans 600 000 chaudières sur trois millions. Total, Engie, Effy et EDF ont finalisé leur offre et d'autres opérateurs pourraient faire de même. Les packages proposés combinent la prime à la conversion des chaudières, qui comprend les certificats d'économies d'énergie payés par les entreprises émettrices de CO2 et les subventions spécifiques de l'Agence nationale pour l'amélioration de l'habitat (ANAH), ainsi que le Crédit d'impôt transition énergétique (CITE), qui se monte à 30 % du coût de l'opération, déduction faite des autres aides. L'addition ne suffisant pas à couvrir les frais de remplacement, ce package est bouclé par un prêt à taux zéro, dont les mensualités de remboursement seront inférieures aux économies réalisées.
Alors qu'une étude de la société de conseil en économie d'énergie Effy montre en janvier 2021 que le chauffage au fioul est le mode de chauffage le plus coûteux, un projet de décret, ouvert à la consultation le 14 janvier 2021, interdit toute nouvelle installation, dans les bâtiments résidentiels et les bâtiments tertiaires, de systèmes de chauffage et de production d'eau chaude sanitaire émettant plus de 250 gCO2eq/kWh, écartant donc définitivement les chaudières au fioul à partir du 1er janvier 2022 et dès juillet 2021 dans les logements neufs. Le 7 juin 2021, la ministre de la Transition écologique, Barbara Pompili, annonce que ce décret n'entrera en vigueur que mi-2022, pour laisser aux entreprises le temps de former leurs employés à l'installation des autres types d'équipements (pompes à chaleur, granulés bois, etc.).

## La distribution
En France, la distribution du fioul domestique est répartie de façon homogène sur l’ensemble du territoire. Le fioul domestique étant utilisé pour le chauffage domestique individuel, il existe une multitude de distributeurs locaux, permettant de desservir les foyers français.
Selon la Fédération française des combustibles, carburants et chauffage, on dénombre 1 550 entreprises de distribution de combustibles et carburants en France, indépendantes ou filiales de compagnies pétrolières. Ces dernières vendent également du charbon, du GPL et du bois. Au-delà de la distribution, selon la FF3C, elles sont plus de la moitié à offrir des services associés (ex. : conseil, entretien du chauffage, nettoyage des cuves).
Parmi les principaux acteurs du marché de la distribution de fioul domestique, on trouve trois grandes catégories :
- les grandes marques nationales telles que Worex S.N.C, Bolloré Energie, Total, Thévenin & Ducrot, Avia Picoty ;
- les acteurs de la Grande Distribution (Carrefour, E.Leclerc, Auchan, etc.) ;
- de très nombreux distributeurs indépendants (environ 1800 distributeurs indépendants sur les 2 500 entreprises recensées).

## Consommation

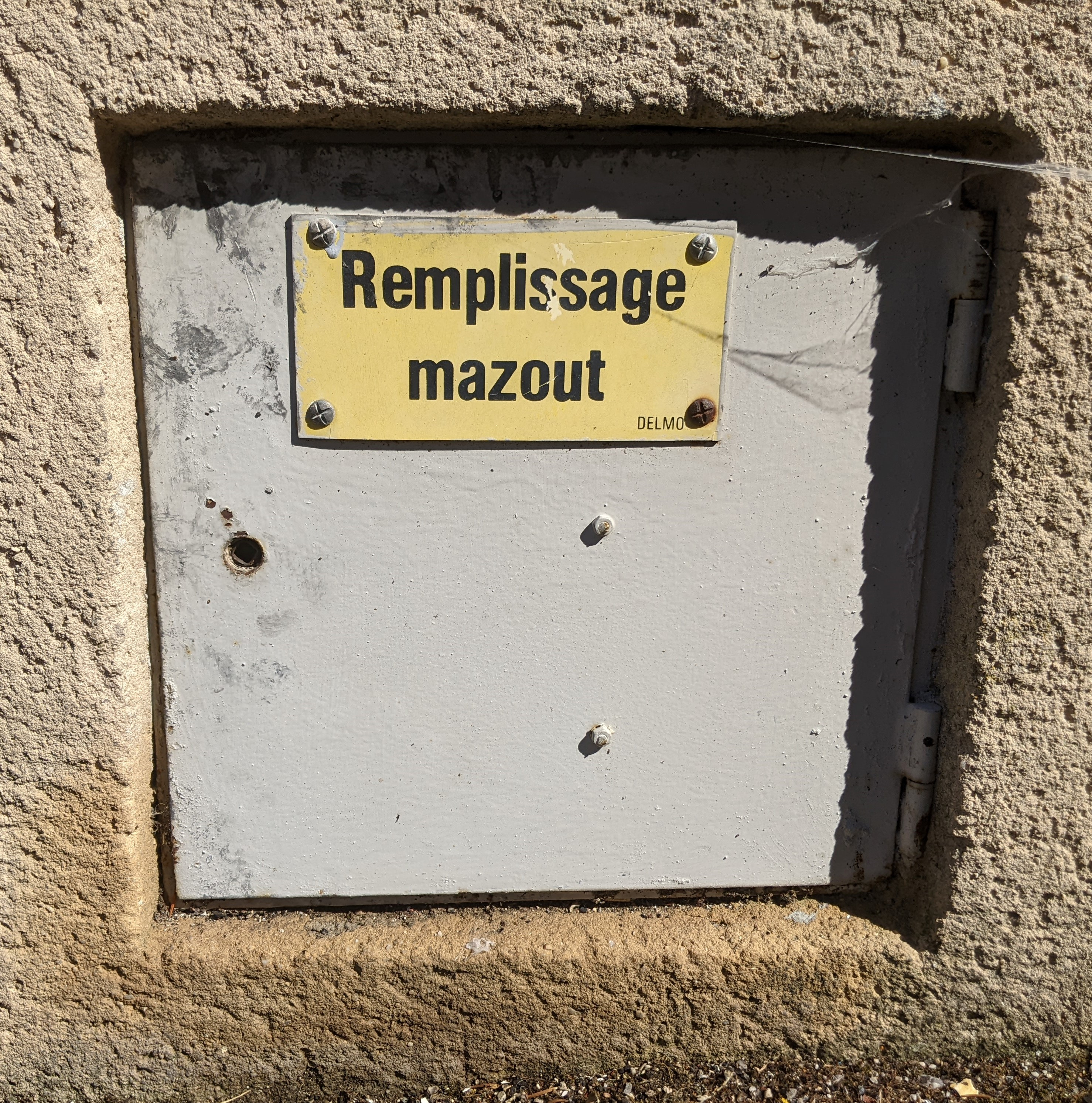
Trappe de remplissage d'une cuve à fioul

### Nombre de logements fioul par région en France métropolitaine
Selon l'INSEE, le fioul domestique était en 2008 l’énergie principale de chauffage de 4,6 millions de foyers français. On comptait alors 3,6 millions de maisons individuelles se chauffant au fioul domestique ainsi que près d’un million de logements collectifs.
Ainsi, près d’un ménage français sur 5 se chauffait alors au fioul ; on constatait toutefois des disparités régionales. Le nombre total de résidences principales utilisant le fioul domestique comme énergie principale de chauffage se répartissait de la manière suivante :
| Région                     | Nombre total de logements fioul |
| -------------------------- | ------------------------------- |
| Rhône-Alpes                | 548 851                         |
| Île-de-France              | 521 431                         |
| Provence-Alpes-Côte d'Azur | 351 651                         |
| Bretagne                   | 324 914                         |
| Pays de la Loire           | 266 308                         |
| Midi-Pyrénées              | 220 857                         |
| Alsace                     | 218 261                         |
| Lorraine                   | 208 400                         |
| Centre                     | 196 133                         |
| Picardie                   | 182 233                         |
| Poitou-Charentes           | 179 276                         |
| Nord-Pas-de-Calais         | 172 370                         |
| Aquitaine                  | 171 554                         |
| Languedoc-Roussillon       | 157 438                         |
| Basse-Normandie            | 156 264                         |
| Bourgogne                  | 154 682                         |
| Franche-Comté              | 143 433                         |
| Auvergne                   | 141 687                         |
| Haute-Normandie            | 140 836                         |
| Champagne-Ardenne          | 113 291                         |
| Limousin                   | 85 105                          |
| Corse                      | 6 645                           |

### Chiffres clés
La consommation moyenne annuelle d’un ménage français se chauffant au fioul domestique est d’environ 2 m3 (soit 2 000 litres) et il effectue en moyenne deux commandes par an. Les chaudières fioul se trouvent principalement dans les maisons individuelles, en zone rurale. Le parc de chaudière fioul français quant à lui est relativement âgé. 25 % des logements fioul sont dotés d’une chaudière de plus de 25 ans, soit un peu plus de 1 million de chaudières.
Le poids des taxes (TICPE + TVA) fluctue de manière importante en France et constitue une fraction importante des prix des produits pétroliers. Ainsi, s'il va jusqu’à dépasser 50 % pour les carburants (SP95, SP98 ou gazole), les taxes représentaient environ 25 % du prix du fioul domestique en 2012. En août 2012, lors de la flambée des prix du pétrole, l’État français met en place une diminution des prix du carburant, mais qui ne s’appliquait pas au prix du fioul.
En 2018, les taxes (TICPE et TVA) représentent 32 % de la facture, contre moins de 23 % en 2013. Pour une consommation moyenne de 2 000 litres par an, selon Fioulmarket, la TICPE représente 450 euros en 2018, contre 187 euros en 2015. Cette taxe environnementale va encore augmenter de près de 18 %, le 1er janvier 2019, et d'autres hausses sont programmées pour les trois années suivantes.
Depuis le début de la guerre en Ukraine déclenchée le 24 février 2022, le marché du pétrole subit de sérieux bouleversements notamment au niveau du prix. Le prix du pétrole brut Brent (brut de la mer du Nord) a atteint le prix de 97,13 $/baril, soit le prix le plus haut atteint depuis 8 ans. Cela à donc un impact non négligeable sur le prix du fioul domestique qui ne cesse de grimper. La semaine du 18 mars 2022, le prix moyen du fioul domestique, pour 2 000 à 4 999 litres, était d'environ 1,63 €/l, soit un approvisionnement de 2 000 l à environ 3 260 €.

### Nouveaux comportements de consommation
La consommation de fioul domestique s’effectue principalement pendant la saison de chauffe, soit durant la période pendant laquelle l'installation de chauffage est en fonctionnement (de novembre à mars principalement). À l’approche de l’hiver on assiste très souvent à une tension offre / demande, entraînant une hausse des tarifs aux particuliers.
Toutefois les comportements tendent à évoluer sensiblement compte tenu notamment des fortes variations du prix du litre de fioul et de la dégradation de l’environnement économique. Trois tendances semblent particulièrement se dégager :
- l’achat « anticipé » consiste en l’utilisation des périodes dites « creuses » (ex. : période estivale) pour effectuer sa commande de fioul domestique, dans l’espoir de bénéficier de tarifs plus attractifs ;
- l’achat « groupé » consiste à rejoindre un groupement d’achat, à travers une initiative au sein d’une commune ou un spécialiste du regroupement des commandes sur Internet ;
- l’achat « fractionné » consiste à effectuer plusieurs petites commandes de fioul domestique de quelques centaines de litres, plutôt que deux commandes de 1000 Litres.

En effet, du fait de l’augmentation du prix des énergies domestiques (notamment électricité, gaz, fioul), la facture énergétique pèse de plus en plus lourd sur le budget des ménages français. Selon une étude menée par Ifop et Fioulmarket en septembre 2013, la facture annuelle moyenne française s'élève à 1 087 euros, ce montant pouvant atteindre 1 350 euros pour les personnes vivant dans les zones rurales ou dans les habitations anciennes mal isolées . Le fioul n’échappe pas à cette tendance, dont le prix augmente significativement.

## Fioul et autres énergies
À titre de comparaison, le fioul domestique se classait en troisième position en France parmi les différentes énergies de chauffage utilisées dans les résidences principales en 2011 :
- 9,82 millions de logements se chauffent au gaz,
- 8,75 millions de logements se chauffent à l’électricité,
- 3,75 millions de logements se chauffent au fioul,
- 3,12 millions de logements se chauffent au bois, au charbon ou à l'aide d'un autre moyen non listé (catégorie "autre" selon l'INSEE),
- 1,34 million de logements sont chauffés grâce au réseau de chaleur urbain,
- 0,55 million de logements se chauffent au GPL

## Inconvénients

### Émissions de dioxyde de carbone
Comme tout combustible fossile, le fioul domestique émet beaucoup de dioxyde de carbone (CO2) lors de sa combustion.
Le fioul domestique émet à la combustion 271 g de CO2 par kWh fourni, ce qui est plus que le gaz naturel (206 g de CO2 par kWh fourni).

### Pollution aux particules fines
Le fioul est classé dans les ressources énergétiques fossiles et est impliqué dans la pollution de l'air.
Sur 4,3 millions de ménages chauffés au fioul domestique, on estime qu'un million ont des chaudières vétustes et polluantes.
Émissions annuelles de combustibles usuels
|                    | Participation à la consommation d'énergie finale | PM2,5 | PM1,0 | HAP[26] |
| ------------------ | ------------------------------------------------ | ----- | ----- | ------- |
| Bois énergie       | 5,9 %                                            | 45,2  | 60,8  | 73,1    |
| Gazole et GNR      | non disponible                                   | 16,0  | 20,5  | 17,4    |
| FOD                | non disponible                                   | 1,65  | 2,28  | 0,56    |
| Charbon            | 3,4 %                                            | 2,26  | 2,20  | 0,00    |
| Gaz naturel et GNV | 21 %                                             | 0,72  | 0,99  | 0,02    |
| Fioul lourd        | non disponible                                   | 0,55  | 0,53  | 0,06    |
- PM2,5 = particules de taille inférieure à 2,5 micromètres, appelées « particules fines » ;
- PM1,0 = « particules très fines », de taille inférieure à 1,0 micromètre ;
- HAP = Hydrocarbures Aromatiques Polycycliques (sous-produits de combustion incomplète, toxiques ou cancérigènes, véhiculés par les particules solides[27]) ;

Dans le domaine des énergies, les émissions de HAP et de particules quelle que soit la granulométrie sont principalement induites « par le bois et le gazole » (CITEPA, rapport SECTEN 2014, p. 220).
|             | Contribution à la consommation énergétique dans ce secteur | PM2,5 |
| ----------- | ---------------------------------------------------------- | ----- |
| Bois        | 5 %                                                        | 84 %  |
| Fioul       | 13 %                                                       | 13 %  |
| Gaz naturel | 80 %                                                       | < 3 % |

Source : Airparif (2011)
Pour des comparaisons d'émissions entre appareils de chauffage domestique, voir « fioul et pollution aux particules fines dans l'article Fioul ».

### Solutions pour éviter ces inconvénients
Les solutions permettant d'éviter les émissions de CO2 et de particules fines sont :
- la pompe à chaleur ;
- le chauffage solaire ;
- la géothermie, dans le cadre d'un chauffage urbain alimenté par des réseaux de chaleur.

On évoque aussi aujourd'hui comme solution possible la cogénération nucléaire, dans le cadre d'un chauffage urbain alimenté par des réseaux de chaleur.